# Paolo Antonio Di Tarsia
Paolo Antonio Di Tarsia (né  le 6 mai 1619 à Conversano, dans l'actuelle province de Bari, alors dans le royaume de Naples et mort le 21 septembre 1670 à Madrid) est un écrivain et historien italien du XVIIe siècle.

## Biographie
Né, au commencement du 17e siècle, à Conversano, dans la Pouille, Paolo Antonio Di Tarsia prend l’habit ecclésiastique et étudie la théologie à l’université de Naples. Quelques essais de poésie latine le font entrer à l’Accademia degli Oziosi, dont le nom contrastait souvent avec l’activité de ses membres. 
Le comte de Conversano, dans les terres duquel Tarsia était né, lui propose d’aller en Espagne, pour administrer ses biens. Tarsia s’établit à Madrid, où il employe une partie de son temps à la composition de plusieurs ouvrages et à l’étude de la langue espagnole. Dans l'un de ses écrits, intitulé le Mémorial politique, il lui échappe quelques traits contre le gouvernement de la république de Venise ; et cette imprudence l’expose aux ressentiments du Sénat, qui donne ordre à son ambassadeur d’en porter plainte auprès du roi. Philippe IV, malgré la protection qu’il accordait à cet étranger, ne peut pas se dispenser de faire droit à cette réclamation ; et Tarsia, relégué dans la ville de Guadalajara, y reste jusqu’à ce qu’il plaise au monarque de le rappeler à Madrid, où il meurt peu après, en 1670.

## Œuvres

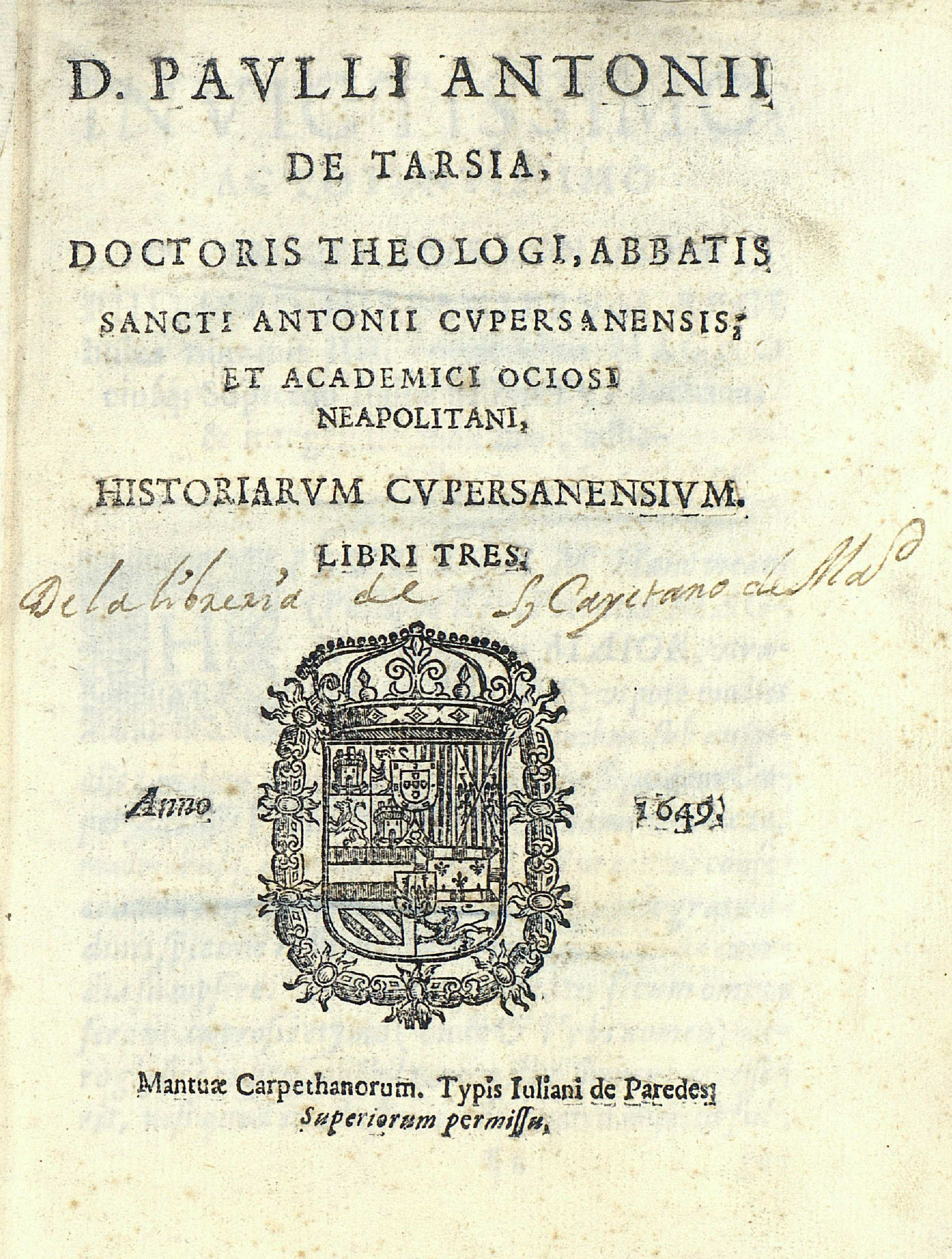
Paolo Antonio de Tarsia, Historiarum Cupersanensium. Libri tres, Mantua Carpethanorum [Madrid], 1649. Biblioteca Nacional de España.

- De S. Io. Baptistae humanæ salutis prodromi laudibus oratio panegyrica, Naples, 1643, in-4° ;
- Historia divæ Virginis insulæ Cupersanensis, Madrid, 1648, in- 4° ;
- Historiarum Cupersanensium libri III, ibid. , in-4°, 649, réimprimé par Burmann, dans sa Collection des historiens de l’Italie, tome 9, partie 5e ;
- Nuptialis currus, elogiis ac symbolis apparatus, ad hymenæos Philippi IV et Mariæ Annæ Hisp. reg., Saragosse, 1649, in-4° ;
- Memoriale politico-historicum, ibid., 1657, in- 4° ;
- Europa carmine descripta, ibid., 1659, in-16 ;
- Vida de Don Francesco de Quevedo Villegas, ibid., 1663, in-8° ;
- Tumultos de la Ciudad y Reyno de Nápoles en el año de 1647, Lyon, 1670, in-4°. Le sujet de ce livre est la Révolution de Naples de 1647, que l’auteur peint avec trop de partialité pour l’Espagne. Il paraît que la Vie du cardinal Baronius et deux traités, dont Tarsia parle dans ces ouvrages, n’ont jamais été imprimés.